# 오스트레일리아의 트랜스젠더 권리
오스트레일리아의 트랜스젠더 권리는 연방법 및 주/준주법에 따라 법적 보호를 받지만, 성별 인식 요건은 관할 지역에 따라 다르다. 예를 들어, 출생 증명서, 공인된 세부 증명서, 운전면허증은 주와 준주에 의해 규제되는 반면, 국민 건강 보험과 여권은 국가 차원에서 관리한다.
국민 건강 보험이나 여권 같은 연방에서 관리하는 법적 성별 할당 변경은 치료 의료인의 서신만 있으면 된다. 이와는 대조적으로, 대부분의 주와 준주는 오스트레일리아 인권 위원회와 LGBT 지지자들에 의해 비판받은 성별 인식에 대한 추가 요건을 부과한다. 여기에는 2018년까지 성전환 수술을 받아야 하며, 대부분의 관할 구역에서 기혼인 경우 이혼해야 한다는 내용이 포함된다. 옹호자들은 결혼 상태와 수술 요건은 개인의 성이나 성 정체성의 인식과 무관하며, 대신 그들의 자아 정체성에 의존해야 한다고 주장한다. 2017년 동성결혼 합법화는 이미 결혼한 경우 이혼할 수 있는 요건을 없애는 효과가 있었다. 이는 주 또는 준주 정부가 이 요건을 사전에 삭제하지 않은 경우 2018년 12월 9일에 발효되었다.
오스트레일리아에서 성전환 수술을 이용할 수 있으며, 전부는 아니지만 일부 트랜스젠더를 위한 치료비가 국가 의료보험 공공 의료제도에 의해 보장된다. 트랜스젠더 아동은 호르몬 치료를 처방받기 전에 오스트레일리아 가정법원의 승인을 받아야 했지만, 2013년과 2017년 일련의 판결로 아동과 부모, 치료 사이에 분쟁이 없는 사춘기 차단제와 성전환 호르몬 치료의 법원 승인이 필요 없게 되었다.

## 역사
1952년 12월 크리스틴 조겐슨과 1954년 3월 로버타 코웰의 성공적인 성전환 수술에 대한 신문 보도가 널리 퍼진 후, 1956년 2월 오스트레일리아인이 성전환 수술을 받은 첫 번째 사례는 전 RAAF 하사 로버트 제임스 브룩스였다.
1975년, 퀸 빅토리아 병원 멜버른의 젠더 디스포리아 클리닉은 트루디 케네디 박사와 허버트 바우어 박사에 의해 설립되었다. 이후 1989년 모나쉬 메디컬 센터로 이전하여 2009년 마무리했다. 현재도 모나쉬 건강 젠더 클리닉이라는 이름으로 정신 건강 진단 및 의뢰를 제공하고 있다.
1979년 멜버른에 본부를 둔 빅토리아 트랜스젠더 연합과 빅토리아 트랜스젠더 협회가 설립되었고, 1981년 시드니에 본부를 둔 오스트레일리아 트랜스젠더 협회에 저명한 운동가, 학자, 작가인 로베르타 퍼킨스가 참여했다.
1987년, 에스텔 애스모델은 뉴사우스웨일스주 출생, 사망, 결혼부에서 법적으로 인정된 최초의 성전환자가 되었고, 그녀의 성전환은 오스트레일리아에서 트랜스젠더에 대한 인정을 받는 데 도움을 주었다. 이것은 오스트레일리아 법률 역사상 트랜스젠더 오스트레일리아인이 출생증명서를 다른 성별로 변경할 수 있도록 허락된 첫 번째 사례였다. 곧이어 여권법도 바뀌어 여권상의 성별이 바뀌게 되었다.

## 신원 확인 문서

### 이슈

#### 강제 이혼
전통적으로 모든 주와 준주는 출생증명서에 기록된 성별을 변경하기 전에 한 사람이 미혼이어야 한다고 요구했는데, 이는 그 사람이 결혼했다면 그들의 배우자와 이혼하는 것을 의미했다. 이는 2017년 이전 오스트레일리아에서 동성결혼을 금지한 연방정부의 규정을 감안할 때 배우자와 동성결혼이 이뤄진 뒤 발생하는 것을 막기 위해서였다.
2011년 길라드 정부는 성차별법을 위반하여 혼인 상태를 차별한다는 이유로 기혼 트랜스젠더가 "강제 이혼" 요건에 이의를 제기하는 것을 막기 위해 해당 법 제40(5)조에 "주 또는 준주가 공무원을 만들거나 발급하거나 변경하는 것을 거부"할 수 있는 면제를 도입했다. 주 또는 준주의 법률이 그 사람이 기혼자이기 때문에 거절하도록 요구하는 경우 그 사람의 성별에 대한 기록이라고 언급한다.
오스트레일리아 수도와 사우스오스트레일리아주 모두 동성결혼이 도입되기 전에 기혼 트랜스젠더의 출생증명서 섹스마커를 변경했으며, 후자는 2016년 강제이혼법을 폐지했다. 태즈메이니아에서 강제적인 성전환 이혼을 폐지하는 법안은 2014년에 처음 도입되었지만 2019년까지 통과되지 않았다. 2017년 유엔 인권위원회는 뉴사우스웨일스주의 강제 이혼법에 대한 여성의 반대 의견을 지지했다. 뉴사우스웨일스는 2018년에 강제 이혼 요건을 종료했다.
오스트레일리아에서는 동성결혼을 합법화하는 법률인 2017년 결혼 수정법(정의 및 종교적 자유)에 의해 40(5)항의 면제가 폐지되었으며, 오스트레일리아 주와 준주가 출생증명서의 성별을 변경하기 전에 트랜스젠더에게 이혼을 요구하는 것은 불법적 차별이 되었다. 그러나 2018년 12월 9일까지는 폐지되지 않았고, 주와 준주는 성별 인식법에 이혼 요건을 폐지할 수 있는 12개월을 부여받았다.

#### 의료 요건
2014년 오스트레일리아 수도는 2013년 법률개혁자문위원회의 보고서에서 출생증명서에 대한 성전환 수술 요건을 "비인간적"으로 규정하면서 폐지했다.
2014년 트랜스젠더 남성 페이지 피닉스는 잠재적으로 생명을 위협할 수 있다는 이유로 수술에 대한 빅토리아주의 요구 사항에 이의를 제기하여 인권 위원회와 유엔에 이의를 제기했다.
사우스 오스트레일리아는 2016년 12월에 수술 요건을 폐지했지만 빅토리아주의 유사한 제안은 입법부에서 한 표 차이로 부결되었다.
웨스턴오스트레일리아주는 이전에 성별 분류의 변경을 승인하기 전에 불임화를 필요로 했다. 고등법원이 2012년 AB 대 웨스턴오스트레일리아 사건에서 유방절제술과 호르몬 치료를 받은 트랜스젠더 남성 2명이 WA 성인지증명서를 받기 위해 불임수술을 받을 필요가 없다고 판결하면서 이 요건은 뒤집혔다.

#### 논바이너리 젠더 인식
노리 메이 웰비는 스코틀랜드-오스트레일리아 출신으로, 오스트레일리아에서 남성도 여성도 아닌 법적 지위를 공개적으로 인정받은 최초의 트랜스젠더가 되었다. 그 지위는 뉴사우스웨일스주의 항소의 대상이 되었다.
오스트레일리아 수도 준주의 2014년 출생 증명서 법 개정으로 사람들은 수술을 받았는지 여부에 관계없이 남성, 여성 또는 "X"로 등록할 수 있게 되었다. 빅토리아주가 실패한 2014년 제안도 비슷한 안이었다.
2019년 4월, 태즈메이니아는 출생, 사망, 결혼 등록법을 개정하여 신청자가 법적 신고를 통해 성별을 정의하고, 본인 확인을 기반으로 성별을 등록할 수 있도록 하였다. 이것은 성별의 다양성을 허용한다.  2019년 5월 8일 태즈메이니아 총독의 승인을 받아 2019년 9월 5일부터 시행된다.

#### 해외에서 태어난 오스트레일리아 거주자들
해외에서 태어난 오스트레일리아 거주자는 오스트레일리아 수도 준주, 뉴사우스웨일스주, 사우스오스트레일리아주, 빅토리아주, 웨스턴오스트레일리아주에서 주/준주의 RBDM으로 성별 변화를 기록할 수 있다. 변경사항이 기록된 후, 승인 세부 인증서(남오스트레일리아에서는 신원 확인 인증서)가 발급된다.

### 주에 의한 보호
| 관할권                    | 출생 증명서 또는 공인된 세부 정보 증명서의 성별 변경                    | 성전환 수술은 선택 사항인가?                                | 강제 이혼은 폐지되었나? | 논바이너리 젠더가 인정되는가? | 성 정체성에 관한 차별금지법 |
| ------------------------- | ----------------------------------------------------------------------- | ----------------------------------------------------------- | ----------------------- | ----------------------------- | --------------------------- |
| 오스트레일리아 수도 준주  | 예                                                                      | 예                                                          | 예                      | 예                            | 예                          |
| 뉴사우스웨일스주와 노퍽섬 | 예                                                                      | 아니요                                                      | 예                      | 예                            | 예                          |
| 노던 준주                 | 예 (출생증명서만 가능, 인적사항 없는 증명서 발급)                       | 예                                                          | 예                      | 예                            | 예                          |
| 퀸즐랜드주                | 예 (출생 증명서에 대한 주석만 있고, 인증된 세부 증명서는 발급되지 않음) | 아니요                                                      | 예                      | 아니요                        | 예                          |
| 사우스오스트레일리아주    | 예                                                                      | 예                                                          | 예                      | 예                            | 예                          |
| 태즈메이니아주            | 예 (출생증명서만 가능, 인적사항 없는 증명서 발급)                       | 예                                                          | 예                      | 예                            | 예                          |
| 빅토리아주                | 예                                                                      | 예                                                          | 예                      | 예                            | 예                          |
| 웨스턴오스트레일리아주    | 예                                                                      | 예 (법적 성별 변경에 대한 대체 치료로 호르몬 치료를 허용함) | 예                      | 아니요                        | 예                          |

출생 증명서와 공인된 세부 증명서는 주와 준주에서 발급된다. 많은 주에서 트랜스젠더들이 기본 식별 문서에서 선호하는 성별을 인정받기 위해 불임화가 요구되고 있다.

#### 오스트레일리아 수도 준주
2014년, 오스트레일리아 수도 준주는 출생 증명서의 성별 표지를 변경하기 위한 수술 요건을 제거하는 법안을 통과시켰다. 2016년 ACT는 지역 밖에서 태어난 트랜스젠더에게 출생증명서 대신 성별을 증명할 수 있는 공인된 세부증명서를 도입했다. 2020년 이후, ACT는 또한 청소년들이 그들의 성 정체성을 더 잘 반영하기 위해 주어진 이름과 성을 바꿀 수 있도록 허용했다. 이는 16세나 17세이거나 ACT 민사행정심판원의 허가를 받은 경우 부모의 허락 없이 할 수 있다.

#### 뉴사우스웨일스
뉴사우스웨일스주 출생사망 및 혼인신고소는 트랜스젠더가 "성 확인 절차를 거쳤다"고 규정하고 있다.
2020년 10월, NSW 의회 하원은 NSW 내의 트랜스젠더 개인에 대한 인권, 존엄성, 존중을 요구하는 구속력이 없는 초당적 동의안을 만장일치로 통과시켰다.
2021년 1월, 성전환 수술을 받지 않은 트랜스젠더는 쿠지 내의 여성 전용 수영장에 들어가는 것이 금지되었다고 보도되었다.

#### 사우스오스트레일리아
2016년 12월, 사우스오스트레일리아는 출생증명서와 신원확인서에 성별을 바꾸는 수술 요건을 없앤 첫 번째 주가 되었다.

#### 태즈메이니아
2019년 4월 10일 태즈메이니아 의회는 출생, 사망, 혼인신고법 개정안을 통과시켰다. 이 개정안은 태즈메이니아를 출생증명서에 성별을 바꾸는 것을 허용하는 첫 번째 주가 되게 했다. 많은 다른 획기적인 조항들이 있다. 16세 이상이면 독립적으로 신청할 수 있다. 부모들은 모든 연령의 아이들의 성별 변경을 신청할 수 있다. 성별은 스스로 설명할 수 있으며 특정 범주로 제한되지 않는다. 부모들은 출생 증명서에 성별 표지가 포함되지 않도록 요청할 수 있다. 이는 족자카르타 +10 권고안 31에 부합하며, 태즈메이니아 주지사에 의해 2019년 5월 8일 왕실승인이 승인되어 120일 후(즉, 2019년 9월 5일부터) 발효되었다.

### 여권
2013년 7월 1일부터 시행된 오스트레일리아 정부의 성 및 성별 인식 가이드라인은 모든 성인이 남성, 여성 또는 X로 표시할 수 있도록 허용하고 있다. 의사나 심리학자가 증빙 서류를 제공해야 하지만 의학적 개입은 필요하지 않다.
알렉스 맥팔레인은 2003년 초에 'X' 성이 적힌 여권을 받은 것으로 보고되었다. 맥팔레인은 빅토리아 주에서 발급한 불확실한 출생 증명서를 사용한 후에 이것을 얻었다. 2003년과 2011년 사이에 오스트레일리아 정부는 'X' 마커가 붙은 여권을 "자신의 성별이 불확실하다고 기재된 출생증명서를 제시할 수 있는" 사람들에게만 발급하는 정책을 시행했다.
2011년, 오스트레일리아 여권국은 새로운 성별의 여권 발급을 위한 새로운 지침을 도입했고, X 설명자의 사용 가능 범위를 성별이 불분명한 모든 개인에게 확대했다. 개정된 정책은 "성전환 수술은 새로운 성별의 여권을 발급하기 위한 전제조건이 아니다. 출생증명서나 시민권 증명서는 수정할 필요가 없다."고 언급한다.

## 성별위화감 치료

### 어린이에게의 적용
성별 불쾌감 진단을 받은 아동은 진료를 받을 수 있다. 진단은 아이가 최소 6개월 동안 다른 성별을 갖고 싶은 강한 욕구를 느끼고 언어화해야 한다.
사춘기를 겪는 성장애를 가진 미성년자에 대한 치료는 일반적으로 두 단계로 나뉜다.
- 1단계 치료는 사춘기 차단제의 사용을 포함하며, 이는 가역적이며 태너 척도에서 사춘기 발달의 2단계 또는 3단계에 도달한 아동이 접근할 수 있다. 이것은 10세부터 발생할 수 있다.[70]
- 2단계 치료는 테스토스테론이나 에스트로겐과 같은 트랜스젠더 호르몬 요법을 투여하는 것을 포함한다. 이는 되돌릴 수 없는 효과(남성화 호르몬 치료 후 목소리가 깊어지거나 여성화 호르몬 치료 후 유방 성장 등)를 가지고 있다. 보통 16세가 되면 이용할 수 있다.[70]

트랜스젠더 오스트레일리아인들은 일반적으로 18세가 될 때까지 성전환 수술을 받을 자격이 없다.
트랜스젠더 자녀가 치료를 받으려면 여러 가지 요건을 충족해야 한다. 오스트레일리아에서의 1단계 치료는 내분비학회의 "성전환자의 내분비 치료"에 따라 제공되며, 다음을 포함한다.
- 두 명의 독립적인 아동청소년 정신과 의사들에 의한 심리적 발달에 대한 표준화된 평가
- 아동의 성별 식별 및 제안된 치료법을 이해할 수 있는 능력에 대한 공식적인 평가
- 아동의 사춘기를 설정하고 성 발달 장애를 배제하기 위한 소아내분비학자에 의한 평가
- 소아과 내분비학자, 아이와 그들의 부모 사이의 사춘기 차단의 영향과 위험에 대한 토론
- (치료에 대해 자녀, 부모 또는 의료 종사자 간에 이견이 있는 경우) 오스트레일리아 가정법원의 법적 승인

2단계 치료 받으려면 다음이 필요하다.
- 의료진(소아과 의사, 불임 전문가 및 적어도 한 명은 정신과 의사여야 하는 두 명의 정신 건강 전문가)으로 구성된 팀 간의 치료법이 아동의 최선의 이익에 부합한다는 합의
- (치료에 대해 자녀, 부모 또는 의료 종사자 간에 이견이 있는 경우) 오스트레일리아 가정법원의 법적 승인

#### 법원의 관여
2004년 Re Alex의 Hormone Treatment for Gender Identity Dysphoria(성 정체성 난독증에 대한 호르몬 치료) 사건에서 오스트레일리아 가정법원은 성 난독증에 대한 1단계와 2단계 치료가 모두 1975년 가정법원의 목적을 위한 비치료적 "특별한 의료 절차"라고 판결했다. 아이의 복지가 보호되도록 하기 위해 필요했다. 이는 오스트레일리아 고등법원이 "특별한 의료 절차"에 대해 부모의 동의가 불충분하다고 판결한 매리언스 케이스의 원칙에 따른 것이었고, 대신 아이의 최선의 이익을 보장하기 위해 법원의 승인이 필요했다. 그 사건 이후, 가정법원은 아동 성 장애 치료에 대한 신청이 증가하는 것을 심리했다.
가정법원은 판결문에서 아이의 길릭 능력을 평가했다. 즉, 아이가 치료의 성격, 효과, 위험을 완전히 이해함으로써 치료에 동의할 수 있는 위치에 있는지 여부이다. 만약 법원이 그 아이가 동의한다고 판단한다면, 그 아이의 소망은 존중되어야만 했다. 만약 그렇지 않다면, 법원은 제안된 치료법이 아동의 최선의 이익에 부합하는지 여부를 결정할 것이다.
2013년 르제이미 가정법원 전원법원이 승인한 몇몇 판결에서 법정 개입의 필요성이 완화되었다. 이러한 경우에, 판사들은 의학적 치료가 본질적으로 치료적인 것이며, 부모가 법원의 감독 없이 자녀에 대한 1단계 치료에 동의할 수 있다는 것을 받아들였다. 이러한 사례들에 따라, 1단계 치료에 대한 법원의 승인이 필요한 것은 치료법에 대해 어린이와 부모 또는 그들의 치료 의사들 사이에 이견이 있었을 때 뿐이다.
오스트레일리아는 세계에서 유일하게 이 과정에 법원의 개입을 요구하는 국가였다. 트랜스젠더 자녀를 둔 몇몇 가정은 법적 절차가 단지 의료인들의 전문가 의견을 '고무도장'하고 신청자들에게 상당한 재정적, 감정적 비용을 부과했다는 점에서 모든 논쟁거리가 되지 않는 사건에서 가정법원의 역할을 폐지해야 한다고 주장했다. 이 법적 절차에는 2016년에 약 3만 달러가 들었다. 법정 개입에 반대하는 사람들은 또한 일부 트랜스젠더 청소년들이 법적 절차로 인한 비용과 지연으로 인해 암시장에서 이성 호르몬을 공급하기 위해 목숨을 걸고 있다고 지적했다.
2016년 다이애나 브라이언트 가정법원장은 기존 절차의 어려움을 인정하고 간소화할 것을 약속했다. 브라이언트는 앞서 2014년 오스트레일리아 고등법원이 트랜스젠더 아동의 치료를 위하여 법원의 감독을 요구하는 판례법을 재고해야 한다고 제안하였다. 2016년 말, 법무장관 조지 브랜디스의 대변인은 정부가 개혁을 위해 "적극적으로 선택지를 고려하고 있다"고 말했다.
2017년 11월 30일 가정법원 전원합의체는 아동, 가족, 의료진이 모두 동의한 2단계 법원의 승인 요건을 없앤 판결을 내렸다. Re Kelvin으로 알려진 이 사건은 16세 트랜스젠더 아이의 아버지가 법원에 반대하지 않는 신청에 대해 법원 절차를 거쳐야 하는 이전의 사건법을 뒤집어야 하는지 여부를 고려해 달라고 요청했다. 이 사건에는 여러 명의 중재인이 참여했는데, 대부분 이견이 있을 경우에만 법원이 이 과정에 관여해야 한다는 데 의견을 같이했다.

### 어른에게의 적용
오스트레일리아에서는 성전환 수술을 받을 수 있지만, 비교적 비싼 비용으로 몇몇 개인 병원에서만 가능하다. 모든 트랜스젠더 환자의 치료비는 아니지만 일부의 비용이 국가 의료보험 공공 의료제도에 의해 보장된다. 트랜스 지지자들은 안면 수술, 호르몬 치료와 같은 트랜스젠더들에게는 감당할 수 없을지도 모르는 다양한 치료에 대한 완전한 의료 보험 기금을 마련하기 위해 캠페인을 벌여왔다. 일부 오스트레일리아 의료진은 특히 시골 지역에서 트랜스 문제에 대한 전문 지식이 부족하며, 많은 트랜스젠더 오스트레일리아인들은 태국과 같은 국가로 수술을 받기 위해 해외로 여행한다. 오스트레일리아의 퇴직금 저축을 위한 강제적 연금 제도는 국내외 수술 비용을 충당하기 위해 조기에 이용할 수 있다. 트랜스젠더 커뮤니티의 구성원들은 또한 증가하는 수요를 고려하여 정신 건강 서비스에 대한 더 많은 접근을 요구했다. 민간 심리학자 및 정신과 의사는 비용이 많이 들 수 있으며, 공공 시스템을 통한 접근을 위해 빅토리아 주에서 12~18개월의 지연이 기록된다. 몇몇 의사들은 호르몬 치료를 처방하기 전에 심리적인 또는 정신적인 평가를 요구하지만, 정보에 입각한 동의 접근법이 최근 몇 년 동안 그 과정을 더 쉽게 만들었다.

## 차별 보호

### 연방법
2013년 8월 1일 이전에 오스트레일리아는 연방 차원에서 성 정체성에 따른 차별을 전면적으로 금지하지 않았다. 2010년 말, 길라드 노동당 정부는 성 정체성과 성적 지향성을 포괄하는 단일 평등법을 도입하는 것을 목표로 연방 차별금지법에 대한 검토를 발표했다. 2013년 6월 25일 연방의회는 성차별 개정법(성차별, 성정체성 등)을 통과시켜 기존의 성차별법에 부부관계, 성적지위, 성정체성 등을 보호속성으로 추가하였다.
2013년 8월 1일부터 트랜스젠더와 성별에 따른 성소수자에 대한 차별이 국법에 의해 처음으로 불법화되었다. 종교단체가 소유한 노인요양사업자는 더 이상 성소수자(LGBTI)나 동성연애 상태에 따라 노인요양서비스 대상에서 제외될 수 없게 된다. 다만 종교인이 소유한 사립학교와 종교인이 소유한 병원은 2013년 성차별 개정안(성차별, 성정체성)에서 성정체성 및 성지향성 조항이 면제된다.

### 주 및 준주법
연방 차별금지법 외에도, 각 주와 준주는 LGBTI 사람들을 차별로부터 보호하는 그들만의 법을 가지고 있다.

### 학교 괴롭힘 방지 프로그램
오스트레일리아 세이프 스쿨 연합은 반 LGB에 대항하기 위해 노력해왔다. 연구 결과에 따르면 오스트레일리아 학교 전체에 걸쳐 또는 왕따가 만연했다고 한다. 2010년 빅토리아주의 학교에서 처음 설립된 이 프로그램은 애벗 정부 하에서 2014년 전국적으로 시작되었다. 이 프로그램은 대부분의 주 정부, LGBTI 지원 단체, 헤드스페이스, 오스트레일리아 2차 교장 협회와 같은 다른 종교 및 비정부 기구들로부터 지원을 받았다.
그러나 이 프로그램은 2015년과 2016년 오스트레일리아 기독교 로비, 코리 버나디, 조지 크리스텐슨, 에릭 아베츠, 말콤 턴불, 토니 애벗, 케빈 앤드류스, 전 노동당 상원의원 조 불록 등 사회보수주의자들로부터 "마르크스주의적 문화 상대주의"와 나이 제한적인 교육으로 비판을 받았다. 학교에서의 적절한 성관념은 다른 이들은 프로그램의 핵심 인물인 로즈 워드의 마르크스주의 정치관을 비판하였다. 오스트레일리아의 중국인과 인도인 공동체 구성원들에 의해 이 프로그램에 반대하는 청원도 전달되었다.
이러한 우려는 턴불 정부 하에서 학생들이 참여하기 전에 프로그램을 고등학교로 제한하고, 역할극 활동을 없애고, 학부모의 동의를 받도록 하는 등 많은 변화를 시행했다. 연방정부의 변경은 빅토리아주 정부와 오스트레일리아 수도 준주 정부에 의해 거부되었다. 연방 프로그램에 대한 기금은 그 이후로 소멸되도록 허용되었다.

## 결혼
2001년 오스트레일리아 가정법원은 성전환자의 결혼 유효성에 대해 성전환자가 결혼의 목적으로 새로운 성을 얻을 수 있다고 판결했다.

## 같이 보기
- 트랜스젠더 권리
- 개명

## 참고 문헌
- Australian Human Rights Commission (March 2009). 《Sex Files: the legal recognition of sex in documents and government records. Concluding paper of the sex and gender diversity project》. 2016년 9월 17일에 원본 문서에서 보존된 문서. 2016년 9월 8일에 확인함.
- Australian Human Rights Commission (2015). 《Resilient Individuals: Sexual Orientation, Gender Identity & Intersex Rights National Consultation Report》 (PDF). 2016년 9월 24일에 확인함.
- Asia Pacific Forum of National Human Rights Institutions (June 2016). 《Promoting and Protecting Human Rights in relation to Sexual Orientation, Gender Identity and Sex Characteristics》. ISBN 978-0-9942513-7-4. 2017년 1월 15일에 원본 문서에서 보존된 문서. 2022년 7월 5일에 확인함.